# Studia Religiologica
Studia Religiologica – czasopismo naukowe poświęcone szeroko pojętej tematyce religioznawstwa redagowane w Instytucie Religioznawstwa Uniwersytetu Jagiellońskiego. Periodyk istnieje od 1977 roku. Czasopismo wydawane jest w Wydawnictwie Uniwersytetu Jagiellońskiego.
Redakcja: Andrzej Szyjewski (redaktor naczelny), Elżbieta Przybył-Sadowska, Dominika Górnicz.